# Jean Raine

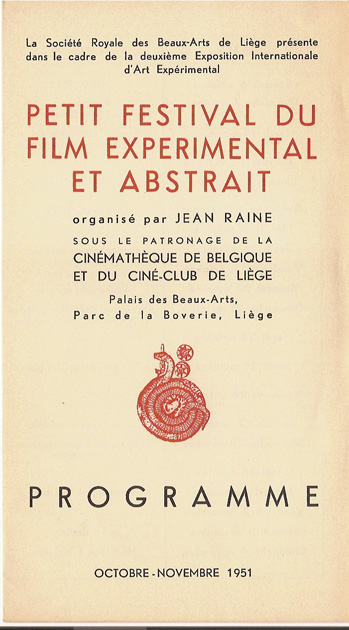
Manifeste de Jean Raine, 1951.

Jean Raine, nombre artístico de Jean-Philippe Robert Geenen (Schaerbeek, Bruselas, 24 de enero de 1927 - Rochetaillée-sur-Saône, Lyon, 30 de junio de 1986), fue un pintor, escritor y cineasta belga.

## Biografía
En sus años escolares publica en la revista de su profesor Fernand Verhesen y entabla amistad con Luc de Heusch, con el que colaborará en varias películas, y con Hubert Juin, que le inició en el surrealismo.
En 1944 o 1945 contacta con Pierre Alechinsky, que le introduce en el movimiento CoBrA, en cuya revista publica. En el seno de este movimiento organiza el Abstracta cinema o Le Festival du film expérimental et abstrait de la segunda exposición de arte experimental CoBrA en el Palais des Beaux Arts de Lieja en 1951.
En la Cinémathèque française se relaciona con Henri Langlois y otros cineastas, que le influyen profundamente.
Se relaciona con los surrealistas belgas René Magritte y Marcel Lecomte (que redacta la presentación de su primera exposición en Bruselas) y con Louis Scutenaire (que hace lo propio con una de sus exposiciones en París). En París se introduce en el grupo surrealista de André Breton, que le presenta al doctor Pierre Mabille, con el que hace su primera película documental: le Test du Village.
Colabora en varias películas con Henri Storck, Henri Kessels y Luc de Heusch, principalmente redactando comentarios, entre otras para Perséphone, la única película CoBra realizada por Heusch y en la que conoce a Nadine Bellaigue, su primera esposa.

Tras varios años dedicado a la pintura, en 1962 su amigo Marcel Broodthaers le presenta a Philippe Toussaint, propietario de la Galerie Saint Laurent de Bruselas, donde expone por primera vez. En París, Pierre Alechinsky le introduce en la Galerie du Ranelagh donde expone en 1964 (con una presentación de Christiane Rochefort). Entre 1964 y 1967 realiza obras a la tinta china de gran formato.
Entre 1966 y 1968 reside en San Francisco (California) donde descubre la pintura acrílica y el Action Painting; y vuelve a encontrarse con Kenneth Anger, al que ya conocía de los años cincuenta en París. Expone en las universidades de Berkeley y Stanford, y en distintas galerías de San Francisco y Los Ángeles. Desde 1968 reside de forma continuada en Lyon, donde su esposa Sanky Raine tiene un puesto de profesora.
Desde 1970 se relaciona con Calice Ligure mediante su antigua amistad con Théodore Kœnig, pasando los veranos en Italia, donde expone a menudo.

C'est Théodore Koenig qui me fit connaître l'Italie des ligures et les peintres qui y séjournaient tous les étés à Calice autour de la galerie Il Punto et de Remo Pastori.
Jean Raine

En 1962, como antiguo paciente del Institut de Psychiatrie l’Hopital Brugmann, está entre los fundadores del Club Antonin Artaud, que propone como terapia la práctica de una disciplina artística, en el contexto del movimiento de la antipsiquiatría.

## Exposiciones

### En vida
- 1962 - Galerie Saint-Laurent - Bruxelles, Belgique -
- 1964 - Galerie Le Ranelagh - Paris, France -
- 1965 - Galerie Les Contemporains - Bruxelles, Belgique -
- 1965 - Galerie Michelangeli - Orvieto, Italie -
- 1965 - Galerie Saint-Laurent - Bruxelles, Belgique -
- 1966 - Galerie Le Ranelagh - Paris, France -
- 1967 - Britton Gallery - San Francisco, USA -
- 1967 - Mead Gallery - Menlo Park, USA -
- 1967 - U.C. Berkeley Student Union Gallery - Berkeley, USA -
- 1967 - U.C. Medical Center Student Union Gallery - San Francisco, USA -
- 1968 - Bechtel Center, Student Union Gallery, Stanford University - Stanford, USA -
- 1968 - Mead Gallery - San Francisco, USA -
- 1968 - Silvan Simone Gallery -Los Ángeles, USA -
- 1968 - Smith Andersen Gallery - Palo Alto Cal, USA -
- 1970 - Galerie Saint-Laurent - Bruxelles, Belgique -
- 1970 - Galleria Il Punto - Calice Ligure, Italie -
- 1970 - Gammelstrand Gallery - Copenhague, Danemark -
- 1970 - Smith Andersen Gallery - Palo Alto Cal, USA -
- 1972 - Cinémathèque Française - Paris, France -
- 1972 - Galerie l'Œil Ecoute - Lyon, France -
- 1972 - Galerie Le Soleil dans la Tête - Paris, France -
- 1972-1973 - Maison de la Culture de Hauteville - Hauteville, France -
- 1974 - Centre National d'Art Dramatique - Lyon, France -
- 1974 - Galleria Effemeridi - Modène, Italie -
- 1974 - Galleria Il Salotto - Côme, Italie -
- 1974 - Galleria La Tavolozza - Bergame, Italie -
- 1974 - Galleria Nove Colonne - Trente, Italie -
- 1974 - Galleria Spazzio - Brescia, Italie -
- 1974 - New Gallery - Catane, Italie -
- 1974 - New Smith Gallery - Bruxelles, Belgique -
- 1975 - Banca Popolare di Milano - Milán, Italie -
- 1975 - Galerie l'Œil Ecoute - Lyon, France -
- 1975 - Galerie Le Soleil dans la Tête - Paris, France -
- 1975 - Galleria La Tavolozza - Bergame, Italie -
- 1976 - City Bank - Roma, Italie -
- 1976 - Galleria La Tela - Palerme, Italie -
- 1976 - Galleria S.M.13 Studio d'Arte Moderna - Rome, Italie -
- 1977 - Centre Culturel de Woluwé Saint-Pierre - Woluwe-Saint-Pierre, Belgique -
- 1977 - Galleria La Tela - Palerme, Italie -
- 1977 - Galleria Penna - Messine, Italie -
- 1978 - Galleria Il Punto - Calice Ligure, Italie -
- 1979 - Galleria Il Brandale - Savone, Italie -
- 1979 - Galleria Il Salotto - Como, Italie -
- 1980 - Galerie Détour - Jambes (Namur), Belgique -
- 1980 - Galerie l'Œil Ecoute - Lyon, France -
- 1981 - Galleria Il Navicello - Pise, Italie -
- 1981 - Maison pour Tous - Annemasse, France -
- 1981 - Musée Cantonnal des Beaux Arts - Lausanne, Suisse -
- 1982 - 1983 - Centre d'Action Culturelle de Toulouse - Toulouse, France -
- 1984 - Hôtel de Ville de Villeurbanne - Villeurbanne, France -
- 1986 - Galerie l'Ollave - Lyon, France -
- 1986 - Museo d'arte contemporanea "Casa del Consolo" - Calice Ligure, Italie -

### Póstumas
- 2000 - Galerie Protée - Paris, France -
- 2000 - I.U.F.M. Galerie Confluence - Lyon, France -
- 2001 - Galerie Quadri - Bruxelles, Belgique -
- 2001 - I.U.F.M. des Maîtres - Bourg en Bresse, France -
- 2004:
  - Archives et Musée de la Littérature - Bruxelles, Belgique -
  - École Municipale Jean Raine - Rochetaillée sur Saône, France -
  - Le Bal des Ardents - Lyon, France -
- 2006:
  - Galerie Jean Michel de Dion - Bruxelles, Belgique -
  - Galerie Quadri - Bruxelles, Belgique -
  - Galleria Il Salotto - Côme, Italie -
  - PMMK, Musée d'Art Moderne d'Ostende en Belgique - Exposition de ses très grands formats (jusqu’à 450 cm × 300 cm) - Musée d’Art Moderne d’Ostende Archivado el 1 de julio de 2007 en Wayback Machine.
- 2007 - Galerie Henri Chartier (http://henrichartier.com), Lyon, du 18 janvier au 3 mars 2007,
- 2008:
  - Galerie Quadri Ben Durant à Bruxelles, à partir du 20 février 
  - Galerie Henri Chartier du 6 mars au 19 avril: « COBRA pour qui en veut» 
  - Musée des beaux-arts de Lyon (du 8 mars au 9 juin) exposition à l'occasion de la donation d’une encre sur papier, La Proie de l’Ombre de 1966

## Obras

### Plásticas
Realizó dibujos, pinturas (habitualmente sobre papel modificado), grabados y esculturas; que se encuentran repartidas por muchos museos y colecciones particulares.
En el musée des Beaux-Arts de Lyon se encuentra  La Proie de l'ombre desde junio de 2008.

### Literarias
Numerosos textos en el grupo CoBrA (Un propos ayant le dessin pour objet, 1951), a menudo panfletarios (Lettre à Monsieur le Percepteur); poesías (Six poèmes, 1965), ensayos (Sur la peinture abstraite, 1969), autoanálisis (Journal d'un délirium, 1958), sobre sus numerosas amistades (Une grande famille, 1985): Kenneth Anger, André Breton, Marcel Marceau, Michel de Ghelderode, Pierre Mabille, René Magritte, Jean-Louis Barrault, Pierre Alechinsky, Henri Langlois...
- Œuvre poétique, presentada por Stéphen Lévy-Kuentz. Ed. La Différence (1993)
- Michael Lonsdale lit Jean Raine Archivado el 21 de abril de 2009 en Wayback Machine.
- Jean Raine - Aponévrose (1977-1981). Selección de textos inéditos en la revista Hippocampe, editada por la Association Art Contemporain Diffusion Rhône-Alpes

### Cinematográficas
- Les Arts et la Raison (1964) réalisé par Jean Raine et Michel Coupez. Scénario et commentaire de Jean Raine.
- Le Test du Village (195-) réalisation, production et texte de Jean Raine.
- Michel de Ghelderode (1957) réalisé par Luc de Heusch et Jean Raine.
- Perséphone (1951), seul film CoBrA, réalisé par Luc de Heusch. Poème de Jean Raine dit par Jacques Jeannet.
- Mona ou 3 minutes de la vie d’une femme (195-) réalisé par Michel Coupez et Bob Milord "cameraman". Scénario de Jean Raine.

Entre 1953 y 1956, Jean Raine colabora en varias películas con Henri Storck, Henri Kessels y Luc de Heusch, escribiendo comentarios y participando en distintas tareas: 
- Jeu de Construction de Henri Kessels (scénario et découpage).
- Goût moderne de Luc de Heusch (coréalisation et commentaire).
- Magritte, de Luc de Heusch et Jacques Delcorde (conseiller artistique).
- Les Ports belges de Henri Storck (assistant à la réalisation, scénario et commentaire).
- Le Festival de Cannes de Luc de Heusch (découpage et commentaire).
- Pêcheurs flamands dans la tempête de Henri Kessels y Serge Vandercam (découpage et commentaire).
- Ruanda y Fête chez les Hamba de Luc de Heusch (aide au montage et commentaire).